# Jernail Hayes
Jernail Hayes (* 8. Juli 1988 in Newark, Delaware) ist eine ehemalige US-amerikanische Leichtathletin, die im Sprint und Hürdenlauf an den Start ging und sich auf die 400-Meter-Distanz spezialisiert hat. Ihren größten  Erfolg feierte sie mit dem Hallenweltmeistertitel in der 4-mal-400-Meter-Staffel im Jahr 2014.

## Sportliche Laufbahn
Jernail Hayes studierte in North Carolina und sammelte 2012 erste internationale Erfahrungen, als sie bei den Hallenweltmeisterschaften in Istanbul mit der US-amerikanischen 4-mal-400-Meter-Staffel in 3:28,79 min gemeinsam mit Leslie Cole, Natasha Hastings und Sanya Richards-Ross die Silbermedaille hinter dem britischen Team gewann. 2014 kam sie bei den Hallenweltmeisterschaften in Sopot im Vorlauf zum Einsatz und trug somit zum Gewinn der Goldmedaille durch das US-Team bei. 2017 bestritt sie ihre letzten offiziellen Wettkämpfe und beendete daraufhin ihre aktive sportliche Karriere im Alter von 29 Jahren.

## Persönliche Bestzeiten
- 200 Meter: 23,30 s (+2,0 m/s), 1. Mai 2014 in Lynchburg
- 400 Meter: 52,66 s, 13. März 2010 in Fayetteville
- 400 m Hürden: 55,60 s, 23. Mai 2014 in San Marcos